# Öttusa az 1956. évi nyári olimpiai játékokon
Az 1956. évi nyári olimpiai játékokon öttusában két számban avattak bajnokot.

## Éremtáblázat
| Az 1956. évi nyári olimpiai játékok éremtáblázata öttusában | Az 1956. évi nyári olimpiai játékok éremtáblázata öttusában | Az 1956. évi nyári olimpiai játékok éremtáblázata öttusában | Az 1956. évi nyári olimpiai játékok éremtáblázata öttusában | Az 1956. évi nyári olimpiai játékok éremtáblázata öttusában | Olimpia  |
| ----------------------------------------------------------- | ----------------------------------------------------------- | ----------------------------------------------------------- | ----------------------------------------------------------- | ----------------------------------------------------------- | -------- |
|                                                             | Ország                                                      | Arany                                                       | Ezüst                                                       | Bronz                                                       | Összesen |
| 1.                                                          | Szovjetunió (URS)                                           | 1                                                           | 0                                                           | 0                                                           | 1        |
| 1.                                                          | Svédország (SWE)                                            | 1                                                           | 0                                                           | 0                                                           | 1        |
|                                                             |                                                             |                                                             |                                                             |                                                             |          |
| 3.                                                          | Finnország (FIN)                                            | 0                                                           | 1                                                           | 2                                                           | 3        |
| 4.                                                          | Egyesült Államok (USA)                                      | 0                                                           | 1                                                           | 0                                                           | 1        |
|                                                             |                                                             |                                                             |                                                             |                                                             |          |
| Összesen                                                    | Összesen                                                    | 2                                                           | 2                                                           | 2                                                           | 6        |

## Érmesek
| Az 1956. évi nyári olimpiai játékok érmesei öttusában |                                                                         |          |                                                                        |          |                                                                    |          |
| Versenyszám                                           | Arany                                                                   | Arany    | Ezüst                                                                  | Ezüst    | Bronz                                                              | Bronz    |
| egyéni                                                | Lars Hall · Svédország (SWE)                                            | 4833,0   | Olavi Mannonen · Finnország (FIN)                                      | 4774,5   | Väinö Korhonen · Finnország (FIN)                                  | 4750,0   |
| csapat                                                | Szovjetunió (URS) · Igor Novikov · Ivan Gyerjugin · Alekszandr Taraszov | 13 690,5 | Egyesült Államok (USA) · William Andre · Jack Daniels · George Lambert | 13 482,0 | Finnország (FIN) · Olavi Mannonen · Väinö Korhonen · Berndt Katter | 13 185,5 |

## Magyar szereplés
- Benedek Gábor 6. hely 4 650,0 pont
- Bódy János 10. hely 4 375,5 pont
- Moldrich Antal 21. hely 3 667,0 pont
- Csapat: 4 hely 12 554,5 pont